# Lodi (cognome)
Lodi è un cognome di lingua italiana.

## Varianti
Lodes, Lodesani, Lodetti, Lodigiani.

## Origine e diffusione
Cognome tipicamente lombardo, è presente prevalentemente nel milanese.
Potrebbe derivare dal toponimo Lodi.
È omonimo del cognome sardo Lodi, di differente derivazione.

## Persone
- Eliseo Lodi (1923-2012) – allenatore di calcio ed ex calciatore italiano
- Emmanuele Lodi o anche Emanuele (1770-1845) – vescovo cattolico italiano
- Evandro Lodi Rizzini (1942) – fisico italiano